# Eocuma ferox
Eocuma ferox är en kräftdjursart som först beskrevs av Fischer 1872.  Eocuma ferox ingår i släktet Eocuma och familjen Bodotriidae. Inga underarter finns listade i Catalogue of Life.